# Øre
Øre (plural: øre) es la subdivisión centesimal de la corona noruega y danesa. En las islas Feroe la división se llama oyra, pero es de igual valor a la moneda danesa. Antes de su suspensión, las divisiones correspondientes de la Corona sueca y la corona islandesa fueron el öre y el eyrir, respectivamente. En los cinco idiomas, el nombre deriva del latín aureus, una moneda de oro equivalente a 25 denarios.
El 23 de febrero de 1992 se anunció que la moneda noruega de 10 øre dejaría de utilizarse y al año siguiente dejó de ser moneda de curso legal. Desde 1993, la única moneda noruega en uso con un valor por debajo de NOK 1 fue la de 50 øre, y  el 1 de mayo de 2012 se anunció que tampoco volvería a utilizarse. El valor original eran las monedas de 1 -, 2 -, 5 -, 10 - 25 y 50 øre.
La moneda danesa de 25 øre dejó de ser moneda de curso legal el 1 de octubre de 2008. La única moneda danesa actualmente en uso con un valor por debajo de una corona danesa es la de 50 øre.